# Azula
Azula là một nhân vật hư cấu phản diện trong loạt phim hoạt hình Avatar: The Last Airbender của Nickelodeon. Azula là công chúa của Hỏa quốc, là con gái của Hỏa vương Ozai cùng hoàng hậu Ursa; em gái của hoàng tử Zuko và cháu gái của tướng Iroh. Azula được biết đến là một thiên tài ngự hỏa thuật, có khả năng tạo ra lửa xanh và phóng sét – những kỹ năng hiếm có trong ngự hỏa thuật.
Trong loạt phim, Azula được giao nhiệm vụ truy bắt anh trai Zuko và chú Iroh sau khi họ bị lưu đày, đồng thời săn lùng Avatar Aang để hỗ trợ Hỏa quốc giành chiến thắng trong cuộc chiến. Cô thường đồng hành cùng hai người bạn thân từ thời thơ ấu là Mai và Ty Lee.

## Tính cách
Azula là một chiến lược gia xuất sắc và là bậc thầy thao túng tâm lý. Cô luôn tỏ ra lạnh lùng, quyết đoán và không khoan nhượng. Tuy nhiên, dưới áp lực từ cha và sự cô lập tình cảm, Azula dần trở nên bất ổn về tâm lý, đặc biệt là trong phần cuối của loạt phim, khi cô bắt đầu mất kiểm soát và rơi vào trạng thái hoang tưởng.

## Hỏa thuật và kỹ năng đặc biệt
Azula sở hữu kỹ năng ngự hỏa vượt trội, với khả năng tạo ra ngọn lửa màu xanh – biểu tượng cho sức mạnh và độ chính xác cao hơn so với lửa đỏ thông thường. Cô cũng có thể tạo ra và điều khiển sét, một kỹ năng hiếm hoi mà chỉ vài ngự hỏa sư có thể thực hiện.

## Xuất hiện trong các phương tiện truyền thông khác
Azula xuất hiện trong bộ phim điện ảnh Tiết khí sư cuối cùng (2010) do Summer Bishil thủ vai, và trong loạt phim truyền hình người đóng năm 2024 do Elizabeth Yu đảm nhận. Cô cũng góp mặt trong các truyện tranh tiếp nối như The Search, Smoke and Shadow và Azula in the Spirit Temple, nơi khai thác sâu hơn về quá khứ và sự phát triển tâm lý của nhân vật.

## Đón nhận
Azula được đánh giá là một trong những nhân vật phản diện phức tạp và hấp dẫn nhất trong loạt phim. Sự kết hợp giữa tài năng, tham vọng và những tổn thương tâm lý khiến cô trở thành một nhân vật đa chiều, thu hút sự quan tâm và phân tích từ người hâm mộ và giới phê bình.